# Geoffrey Kizito
Geoffrey Baba Kizito (né le 2 février 1993 à Kampa en Ouganda) est un joueur de football international ougandais, qui évolue au poste de milieu de terrain.

## Biographie

### Carrière en sélection
Il joue son premier match en équipe d'Ouganda le 8 septembre 2012, contre la Zambie. Ce match perdu 1-0 rentre dans le cadre des éliminatoires de la Coupe d'Afrique des nations 2013.
Il participe ensuite à la Coupe CECAFA des nations 2012. Lors de cette compétition, il inscrit trois buts, contre le Kenya en phase de groupe, puis contre l'Éthiopie en quarts de finale, puis à nouveau contre le Kenya, en finale. L'Ouganda remporte cette compétition.
Il participe ensuite de nouveau à la Coupe CECAFA en 2013, sans inscrire de but cette fois.
Il dispute quatre matchs rentrant dans le cadre des éliminatoires du mondial 2014, puis quatre matchs rentrant dans le cadre des éliminatoires du mondial 2018, avec pour résultats quatre victoires et deux défaites.
En janvier 2017, il participe à la Coupe d'Afrique des nations organisée au Gabon. Lors de cette compétition, il prend part aux trois matchs disputés par son équipe. Il joue à cet effet contre le Ghana, l'Égypte, et le Mali.

## Palmarès
| Ouganda - Coupe CECAFA des nations (1) : - Vainqueur : 2012. |  | Xuan Thanh Saigon - Coupe du Viêt Nam (1) : - Vainqueur : 2012. |  | Gor Mahia - Championnat du Kenya (1) : - Vainqueur : 2014. |